# Una familia normal (miniserie de TV)
Una familia normal (en sueco: En helt vanlig familj) es una miniserie de televisión dramática sueca de 2023 dirigida por Per Hanefjord y desarrollada por Hans Jörnlind y Anna Platt para Netflix. Basada en la novela homónima de M.T. Edvardsson, está protagonizada por Björn Bengtsson, Alexandra Karlsson Tyrefors y Lo Kauppi. La serie de seis capítulos sigue los acontecimientos que precedieron y posteriores al asesinato del empresario Christoffer "Chris" Olsen, de 32 años.
La miniserie dura menos de cinco horas y se lanzó el 24 de noviembre de 2023.

## Trama
Una familia normal sigue cómo la vida de una familia aparentemente normal cambia cuando un asesinato demuestra hasta dónde están dispuestos a llegar para protegerse mutuamente.

## Elenco

### Principal
- Lo Kauppi como Ulrika Sandell, una poderosa abogada y fiscal, madre de Stella Sandell y esposa de Adam Sandell.
- Alexandra Karlsson Tyrefors como Stella Sandell, hija de Ulrika y Adam Sandell.
- Björn Bengtsson como Adam Sandell, un querido pastor y padre de Stella Sandell, y esposo de Ulrika Sandell.
- Melisa Ferhatovic como Amina Besic, aspirante a abogada y mejor amiga de Stella Sandell.
- Christian Fandango Sundgren como Christoffer "Chris" Olsen, un empresario de 32 años, a quien Stella está acusada de asesinar.

### Recurrente
- Håkan Bengtsson como Mikael Blomberg, el abogado de Stella.
- Moa Gammel como Jenny Jandsdotter, fiscal.
- Christoffer Willén como Robin Kjellander, entrenador del campamento de verano al que asisten Amina y Stella.
- Sara Chaanhing Kennedy como Alexandra Besic, la madre de Amina.
- Pablo Leiva Wenger como Dino Basic, el padre de Amina.
- Eva Westerling como Kerstin Boströ, la jefa de Stella.

## Episodios
| N.º | Título            | Dirigido por  | Escrito por                | Fecha de emisión original |
| --- | ----------------- | ------------- | -------------------------- | ------------------------- |
| 1 | «Capítulo uno»    | Per Hanefjord | Hans Jörnlind & Anna Platt | 24 de noviembre de 2023   |
| Cuatro años después de la violación de su hija Stella, que entonces tenía 15 años, los Sandell parecen haber vuelto a la normalidad, hasta que se comete un asesinato y Stella es la principal sospechosa. |                   |               |                            |                           |
| 2 | «Capítulo dos»    | Per Hanefjord | Hans Jörnlind & Anna Platt | 24 de noviembre de 2023   |
| Mientras se llevan a cabo los interrogatorios, los Sandell optan por mantener oculta la verdad de lo que sucedió esa noche. Adam, aprovechando su posición como pastor, impulsa el caso.                   |                   |               |                            |                           |
| 3 | «Capítulo tres»   | Per Hanefjord | Hans Jörnlind & Anna Platt | 24 de noviembre de 2023   |
| Stella hace un descubrimiento sorprendente en el apartamento de Chris. Ulrika utiliza su posición como fiscal para obtener información privilegiada.                                                       |                   |               |                            |                           |
| 4 | «Capítulo cuatro» | Per Hanefjord | Hans Jörnlind & Anna Platt | 24 de noviembre de 2023   |
| Ulrika organiza una cena con los Besic para intentar conseguir más pruebas, pero va demasiado lejos. Stella habla con su psicólogo y habla sobre su trauma pasado.                                         |                   |               |                            |                           |
| 5 | «Capítulo cinco»  | Per Hanefjord | Hans Jörnlind & Anna Platt | 24 de noviembre de 2023   |
| Ulrika habla con Amina y decide hacer lo que sea necesario para proteger a su familia. Adam golpea a Robin, pero no lo acusan por su crimen y Stella se siente culpable por lo sucedido.                   |                   |               |                            |                           |
| 6 | «Capítulo seis»   | Per Hanefjord | Hans Jörnlind & Anna Platt | 24 de noviembre de 2023   |
| El juicio finalmente ocurre. Amina sube al estrado y le cuenta al tribunal exactamente lo que pasó esa noche. Stella no es acusada de asesinato y es liberada.                                             |                   |               |                            |                           |

## Producción
La adaptación se anunció en 2022. El programa se desarrolló y filmó principalmente en Lund, con algunas escenas filmadas en Estocolmo.